# Lista över fornlämningar i Bollnäs kommun
Lista över fornlämningar i Bollnäs kommun är en förteckning av ett urval av de fornlämningar som finns i Bollnäs kommun.

## Arbrå
| Namn        | Lämningstyp  | Tillkomsttid | Historisk indelning | Plats | Läge                 | ID-nr          | Bild                                      |
| ----------- | ------------ | ------------ | ------------------- | ----- | -------------------- | -------------- | ----------------------------------------- |
| Arbrå 9:1   | Minnesmärke  |              | Arbrå, Hälsingland  |       | 61.475233, 16.389702 | 10239500090001 | Ladda upp en till bild av detta fornminne |
| Arbrå 23:1  | Hög          |              | Arbrå, Hälsingland  |       | 61.447815, 16.341389 | 10239500230001 | Ladda upp en bild av detta fornminne      |
| Arbrå 25:1  | Hög          |              | Arbrå, Hälsingland  |       | 61.447594, 16.339369 | 10239500250001 | Ladda upp en bild av detta fornminne      |
| Arbrå 25:2  | Stensättning |              | Arbrå, Hälsingland  |       | 61.447494, 16.339229 | 10239500250002 | Ladda upp en bild av detta fornminne      |
| Arbrå 25:3  | Hög          |              | Arbrå, Hälsingland  |       | 61.447631, 16.339107 | 10239500250003 | Ladda upp en bild av detta fornminne      |
| Arbrå 25:4  | Hög          |              | Arbrå, Hälsingland  |       | 61.447657, 16.338890 | 10239500250004 | Ladda upp en bild av detta fornminne      |
| Arbrå 26:1  | Hög          |              | Arbrå, Hälsingland  |       | 61.447907, 16.337871 | 10239500260001 | Ladda upp en bild av detta fornminne      |
| Arbrå 28:1  | Hög          |              | Arbrå, Hälsingland  |       | 61.447511, 16.333242 | 10239500280001 | Ladda upp en bild av detta fornminne      |
| Arbrå 28:2  | Stensättning |              | Arbrå, Hälsingland  |       | 61.447726, 16.333310 | 10239500280002 | Ladda upp en bild av detta fornminne      |
| Arbrå 34:1  | Stensättning |              | Arbrå, Hälsingland  |       | 61.587350, 16.583906 | 10239500340001 | Ladda upp en bild av detta fornminne      |
| Arbrå 37:1  | Stensättning |              | Arbrå, Hälsingland  |       | 61.448353, 16.332223 | 10239500370001 | Ladda upp en bild av detta fornminne      |
| Arbrå 38:1  | Stensättning |              | Arbrå, Hälsingland  |       | 61.448338, 16.334057 | 10239500380001 | Ladda upp en bild av detta fornminne      |
| Arbrå 53:2  | Hög          |              | Arbrå, Hälsingland  |       | 61.527036, 16.377579 | 10239500530002 | Ladda upp en till bild av detta fornminne |
| Arbrå 53:3  | Hög          |              | Arbrå, Hälsingland  |       | 61.526934, 16.377334 | 10239500530003 | Ladda upp en bild av detta fornminne      |
| Arbrå 53:4  | Stensättning |              | Arbrå, Hälsingland  |       | 61.526668, 16.377140 | 10239500530004 | Ladda upp en bild av detta fornminne      |
| Arbrå 61:1  | Hög          |              | Arbrå, Hälsingland  |       | 61.448265, 16.393427 | 10239500610001 | Ladda upp en bild av detta fornminne      |
| Arbrå 62:1  | Stensättning |              | Arbrå, Hälsingland  |       | 61.564866, 16.483514 | 10239500620001 | Ladda upp en bild av detta fornminne      |
| Arbrå 62:2  | Stensättning |              | Arbrå, Hälsingland  |       | 61.564765, 16.483423 | 10239500620002 | Ladda upp en bild av detta fornminne      |
| Arbrå 92:1  | Hög          |              | Arbrå, Hälsingland  |       | 61.476479, 16.404286 | 10239500920001 | Ladda upp en bild av detta fornminne      |
| Arbrå 92:2  | Hög          |              | Arbrå, Hälsingland  |       | 61.476280, 16.404161 | 10239500920002 | Ladda upp en bild av detta fornminne      |
| Arbrå 138:1 | Hög          |              | Arbrå, Hälsingland  |       | 61.465002, 16.391955 | 10239501380001 | Ladda upp en bild av detta fornminne      |

## Bollnäs
| Namn                        | Lämningstyp                      | Tillkomsttid | Historisk indelning  | Plats | Läge                 | ID-nr          | Bild                                 |
| --------------------------- | -------------------------------- | ------------ | -------------------- | ----- | -------------------- | -------------- | ------------------------------------ |
| Bollnäs 7:1                 | Grav- och boplatsområde          |              | Bollnäs, Hälsingland |       | 61.351137, 16.397443 | 10239900070001 | Ladda upp en bild av detta fornminne |
| Bollnäs 8:1                 | Hög                              |              | Bollnäs, Hälsingland |       | 61.339591, 16.402256 | 10239900080001 | Ladda upp en bild av detta fornminne |
| Gullhammaren (Bollnäs 10:1) | Hög                              |              | Bollnäs, Hälsingland |       | 61.329593, 16.423749 | 10239900100001 | Ladda upp en bild av detta fornminne |
| Gullhammaren (Bollnäs 10:2) | Hög                              |              | Bollnäs, Hälsingland |       | 61.329488, 16.423602 | 10239900100002 | Ladda upp en bild av detta fornminne |
| Gullhammaren (Bollnäs 10:3) | Hög                              |              | Bollnäs, Hälsingland |       | 61.329483, 16.423900 | 10239900100003 | Ladda upp en bild av detta fornminne |
| Bollnäs 11:1                | Hög                              |              | Bollnäs, Hälsingland |       | 61.328315, 16.420715 | 10239900110001 | Ladda upp en bild av detta fornminne |
| Bollnäs 16:1                | Hög                              |              | Bollnäs, Hälsingland |       | 61.315516, 16.444275 | 10239900160001 | Ladda upp en bild av detta fornminne |
| Bollnäs 17:1                | Hög                              |              | Bollnäs, Hälsingland |       | 61.337327, 16.408792 | 10239900170001 | Ladda upp en bild av detta fornminne |
| Bollnäs 17:2                | Stensättning                     |              | Bollnäs, Hälsingland |       | 61.337298, 16.409023 | 10239900170002 | Ladda upp en bild av detta fornminne |
| Bollnäs 17:3                | Hög                              |              | Bollnäs, Hälsingland |       | 61.337133, 16.408845 | 10239900170003 | Ladda upp en bild av detta fornminne |
| Bollnäs 17:4                | Hög                              |              | Bollnäs, Hälsingland |       | 61.337112, 16.409233 | 10239900170004 | Ladda upp en bild av detta fornminne |
| Bollnäs 20:1                | Hög                              |              | Bollnäs, Hälsingland |       | 61.348219, 16.428158 | 10239900200001 | Ladda upp en bild av detta fornminne |
| Bollnäs 20:2                | Hög                              |              | Bollnäs, Hälsingland |       | 61.348190, 16.428595 | 10239900200002 | Ladda upp en bild av detta fornminne |
| Bollnäs 21:1                | Stensättning                     |              | Bollnäs, Hälsingland |       | 61.342661, 16.432315 | 10239900210001 | Ladda upp en bild av detta fornminne |
| Bollnäs 22:1                | Hög                              |              | Bollnäs, Hälsingland |       | 61.347341, 16.431650 | 10239900220001 | Ladda upp en bild av detta fornminne |
| Bollnäs 24:1                | Gravfält                         |              | Bollnäs, Hälsingland |       | 61.409849, 16.511065 | 10239900240001 | Ladda upp en bild av detta fornminne |
| Bollnäs 25:1                | Hög                              |              | Bollnäs, Hälsingland |       | 61.332155, 16.452112 | 10239900250001 | Ladda upp en bild av detta fornminne |
| Bollnäs 25:2                | Hög                              |              | Bollnäs, Hälsingland |       | 61.332255, 16.452290 | 10239900250002 | Ladda upp en bild av detta fornminne |
| Bollnäs 26:1                | Hög                              |              | Bollnäs, Hälsingland |       | 61.333505, 16.449334 | 10239900260001 | Ladda upp en bild av detta fornminne |
| Bollnäs 26:2                | Hög                              |              | Bollnäs, Hälsingland |       | 61.333390, 16.449350 | 10239900260002 | Ladda upp en bild av detta fornminne |
| Bollnäs 33:1                | Gravfält                         |              | Bollnäs, Hälsingland |       | 61.406717, 16.559557 | 10239900330001 | Ladda upp en bild av detta fornminne |
| Bollnäs 57:1                | Hög                              |              | Bollnäs, Hälsingland |       | 61.315370, 16.304924 | 10239900570001 | Ladda upp en bild av detta fornminne |
| Bollnäs 57:2                | Hög                              |              | Bollnäs, Hälsingland |       | 61.315436, 16.305100 | 10239900570002 | Ladda upp en bild av detta fornminne |
| Bollnäs 81:1                | Hög                              |              | Bollnäs, Hälsingland |       | 61.336847, 16.408586 | 10239900810001 | Ladda upp en bild av detta fornminne |
| Bollnäs 81:2                | Stensättning                     |              | Bollnäs, Hälsingland |       | 61.336642, 16.408362 | 10239900810002 | Ladda upp en bild av detta fornminne |
| Bollnäs 150:1               | Hög                              |              | Bollnäs, Hälsingland |       | 61.335745, 16.445834 | 10239901500001 | Ladda upp en bild av detta fornminne |
| Bollnäs 150:2               | Hög                              |              | Bollnäs, Hälsingland |       | 61.335625, 16.445798 | 10239901500002 | Ladda upp en bild av detta fornminne |
| Bollnäs 150:3               | Hög                              |              | Bollnäs, Hälsingland |       | 61.335504, 16.445804 | 10239901500003 | Ladda upp en bild av detta fornminne |
| Bollnäs 332:1               | Stensättning                     |              | Bollnäs, Hälsingland |       | 61.390169, 16.381639 | 10239903320001 | Ladda upp en bild av detta fornminne |
| Bollnäs 332:2               | Stensättning                     |              | Bollnäs, Hälsingland |       | 61.390040, 16.381622 | 10239903320002 | Ladda upp en bild av detta fornminne |
| Bollnäs 332:3               | Stensättning                     |              | Bollnäs, Hälsingland |       | 61.390008, 16.382471 | 10239903320003 | Ladda upp en bild av detta fornminne |
| Bollnäs 332:5               | Husgrund, förhistorisk/medeltida |              | Bollnäs, Hälsingland |       | 61.390462, 16.382033 | 10239903320005 | Ladda upp en bild av detta fornminne |
| Bollnäs 443:1               | Hög                              |              | Bollnäs, Hälsingland |       | 61.422009, 16.515644 | 10239904430001 | Ladda upp en bild av detta fornminne |
| Bollnäs 443:2               | Hög                              |              | Bollnäs, Hälsingland |       | 61.422026, 16.515221 | 10239904430002 | Ladda upp en bild av detta fornminne |
| Bollnäs 534:1               | Stensättning                     |              | Bollnäs, Hälsingland |       | 61.381050, 16.392457 | 10239905340001 | Ladda upp en bild av detta fornminne |
| Bovallen (Bollnäs 710)      | Fäbod                            |              | Bollnäs, Hälsingland |       | 61.060477, 16.271462 | 12000000044077 | Ladda upp en bild av detta fornminne |
| Bollnäs 1029                | Fäbod                            |              | Bollnäs, Hälsingland |       | 61.383663, 16.512449 | 12000000063812 | Ladda upp en bild av detta fornminne |
| Mödängsbo (Bollnäs 1369)    | Fäbod                            |              | Bollnäs, Hälsingland |       | 61.129277, 16.085301 | 12000000126936 | Ladda upp en bild av detta fornminne |

## Hanebo
| Namn         | Lämningstyp  | Tillkomsttid | Historisk indelning | Plats | Läge                 | ID-nr          | Bild                                 |
| ------------ | ------------ | ------------ | ------------------- | ----- | -------------------- | -------------- | ------------------------------------ |
| Hanebo 4:1   | Gravfält     |              | Hanebo, Hälsingland |       | 61.214108, 16.607416 | 10240800040001 | Ladda upp en bild av detta fornminne |
| Hanebo 35:1  | Stensättning |              | Hanebo, Hälsingland |       | 61.243975, 16.568626 | 10240800350001 | Ladda upp en bild av detta fornminne |
| Hanebo 35:2  | Stensättning |              | Hanebo, Hälsingland |       | 61.243997, 16.568325 | 10240800350002 | Ladda upp en bild av detta fornminne |
| Hanebo 35:3  | Stensättning |              | Hanebo, Hälsingland |       | 61.244094, 16.568544 | 10240800350003 | Ladda upp en bild av detta fornminne |
| Hanebo 103:1 | Gravfält     |              | Hanebo, Hälsingland |       | 61.240446, 16.573927 | 10240801030001 | Ladda upp en bild av detta fornminne |
| Hanebo 104:1 | Stensättning |              | Hanebo, Hälsingland |       | 61.239709, 16.571213 | 10240801040001 | Ladda upp en bild av detta fornminne |
| Hanebo 104:2 | Hög          |              | Hanebo, Hälsingland |       | 61.239742, 16.570883 | 10240801040002 | Ladda upp en bild av detta fornminne |

## Rengsjö
| Namn                           | Lämningstyp                      | Tillkomsttid | Historisk indelning  | Plats | Läge                 | ID-nr          | Bild                                 |
| ------------------------------ | -------------------------------- | ------------ | -------------------- | ----- | -------------------- | -------------- | ------------------------------------ |
| Stengårdskullen (Rengsjö 22:1) | Hög                              |              | Rengsjö, Hälsingland |       | 61.357459, 16.646112 | 10243300220001 | Ladda upp en bild av detta fornminne |
| Stengårdskullen (Rengsjö 22:2) | Husgrund, förhistorisk/medeltida |              | Rengsjö, Hälsingland |       | 61.357162, 16.646566 | 10243300220002 | Ladda upp en bild av detta fornminne |

## Segersta
| Namn                       | Lämningstyp             | Tillkomsttid | Historisk indelning   | Plats | Läge                 | ID-nr          | Bild                                      |
| -------------------------- | ----------------------- | ------------ | --------------------- | ----- | -------------------- | -------------- | ----------------------------------------- |
| Segersta 2:1               | Gravfält                |              | Segersta, Hälsingland |       | 61.262388, 16.642444 | 10243600020001 | Ladda upp en bild av detta fornminne      |
| Segersta 2:2               | Hög                     |              | Segersta, Hälsingland |       | 61.262206, 16.643502 | 10243600020002 | Ladda upp en bild av detta fornminne      |
| Segersta 2:3               | Stensättning            |              | Segersta, Hälsingland |       | 61.262307, 16.643490 | 10243600020003 | Ladda upp en bild av detta fornminne      |
| Segersta 4:1               | Hög                     |              | Segersta, Hälsingland |       | 61.250159, 16.640993 | 10243600040001 | Ladda upp en bild av detta fornminne      |
| Segersta 4:2               | Hög                     |              | Segersta, Hälsingland |       | 61.250015, 16.641074 | 10243600040002 | Ladda upp en bild av detta fornminne      |
| Segersta 5:1               | Hög                     |              | Segersta, Hälsingland |       | 61.260093, 16.638381 | 10243600050001 | Ladda upp en bild av detta fornminne      |
| Segersta 6:1               | Grav- och boplatsområde |              | Segersta, Hälsingland |       | 61.258996, 16.639161 | 10243600060001 | Ladda upp en bild av detta fornminne      |
| Segersta 10:1              | Hög                     |              | Segersta, Hälsingland |       | 61.259786, 16.647606 | 10243600100001 | Ladda upp en bild av detta fornminne      |
| Segersta 11:1              | Gravfält                |              | Segersta, Hälsingland |       | 61.258668, 16.643914 | 10243600110001 | Ladda upp en bild av detta fornminne      |
| Segersta 12:1              | Hög                     |              | Segersta, Hälsingland |       | 61.257940, 16.645638 | 10243600120001 | Ladda upp en bild av detta fornminne      |
| Segersta 13:1              | Hög                     |              | Segersta, Hälsingland |       | 61.262864, 16.648073 | 10243600130001 | Ladda upp en bild av detta fornminne      |
| Segersta 18:1              | Gravfält                |              | Segersta, Hälsingland |       | 61.271328, 16.603481 | 10243600180001 | Ladda upp en bild av detta fornminne      |
| Borgberget (Segersta 19:1) | Fornborg                |              | Segersta, Hälsingland |       | 61.284054, 16.604282 | 10243600190001 | Ladda upp en till bild av detta fornminne |
| Segersta 43:1              | Hög                     |              | Segersta, Hälsingland |       | 61.271258, 16.605195 | 10243600430001 | Ladda upp en bild av detta fornminne      |
| Segersta 43:2              | Hög                     |              | Segersta, Hälsingland |       | 61.271166, 16.605312 | 10243600430002 | Ladda upp en bild av detta fornminne      |

## Undersvik
| Namn           | Lämningstyp  | Tillkomsttid | Historisk indelning    | Plats | Läge                 | ID-nr          | Bild                                 |
| -------------- | ------------ | ------------ | ---------------------- | ----- | -------------------- | -------------- | ------------------------------------ |
| Undersvik 1:1  | Kyrka/kapell |              | Undersvik, Hälsingland |       | 61.608577, 16.326160 | 10244300010001 | Ladda upp en bild av detta fornminne |
| Undersvik 73:1 | Stensättning |              | Undersvik, Hälsingland |       | 61.626790, 16.324376 | 10244300730001 | Ladda upp en bild av detta fornminne |